# Russ Francis
Russ Francis (Seattle, Washington; 3 de abril de 1953-Lake Placid, Nueva York; 1 de octubre de 2023) fue un jugador de fútbol americano, luchador profesional y político estadounidense que jugó trece temporadas con dos equipos en la posición de tight end y ganó el Super Bowl XIX.

## Carrera

### Universitario
Con los Oregon Ducks aunque al inicio fue en atletismo en el lanzamiento de jabalina, pero pasó a jugar fútbol americano aprovechando su estatura, pero solo jugaría 14 partidos en tres temporadas a causa de las lesiones y no jugaría su último año.
Su último año lo jugaría con la universidad rival Oregon State Beavers para poder ser elegible para la NFL en 1975, periodo donde también fue luchador profesional y participó en el programa de televisión The Superstars.

### Profesional
Fue seleccionado en la posición 16 global del Draft de la NFL de 1975 por los New England Patriots y firmó su primer contrato en mayo de ese año. En la temporada de 1976 tuvo un partido de 139 yardas en la victoria por 30-27 ante los en ese momento bicampeones defensores Pittsburgh Steelers, incluyendo una recepción de touchdown de 38 yardas. En esa temporada tuvo su primera de tres apariciones en el Pro Bowl.
Dos años después tuvo su mayor recepción en su carrera, de 53 yardas en la victoria por 21-14 ante los Oakland Raiders en el Oakland Coliseum el 24 de diciembre de 1978, temporada en la que acumuló más de 500 yardas por recepción y su segunda aparición en el Pro Bowl.
Luego de finalizar la temporada de 1980, Francis se retiraría como jugador profesional. Dos razones que hicieron que Francis tomara esa decisión fueron que los Patriots se negaran a darle un bono por sus apariciones en el Pro Bowl debido a su lesión en un accidente de motocicleta; y porque su compañero Darryl Stingley fue paralizado por un golpe contra Jack Tatum en agosto de 1978, los Patriots intentaron cancelar el seguro médico de Stingley y Francis fue el primer compañero de equipo que se puso a favor de Stingley debido a que era difícil que volviera a jugar.
Francis fue cambiado a los San Francisco 49ers por una selección del Draft a escoger de los Patriots, eligiendo al eventual miembro del Salón de la Fama Andre Tippett. Luego de retirarse estuvo trabajando para el canal de televisión ABC Sports, y a petición del entrenador Bill Walsh regresaría a jugar con los 49ers en 1981, temporada en la que ganaría el Super Bowl XIX, partido en el que tuvo cinco recepciones para 60 yardas en la victoria sobre los Miami Dolphins, y en 1985 tuvo su mayor cantidad de recepciones en una temporada con 44.
En 1987 sería puesto en la lista de waivers por los 49ers, y sería tomado por los New England Patriots nuevamente, con los que jugaría dos temporadas hasta lesionarse en 1989 y se retiraría.

## Luchador profesional y retiro
Participó en el programa The Superstars en dos ocasiones, finalizando en segundo lugar en 1980 y en cuarto lugar en 1981. Francis aparecería en Wrestlemania 2 en la batalla real de 20 participantes junto a otros jugadores de la NFL, y estuvo por un tiempo en la American Wrestling Association luego de retirarse como jugador de fútbol americano. También estuvo en la National Wrestling Alliance de Hawaii donde fue campeón en parejas junto a su hermano mayor Billy Roy Francis.
Al retirarse como luchador tuvo a su cargo el programa de radio The Russ Francis Show de 8 am a 12 md en 107.7 WTPL "The Pulse" de Concord, New Hampshire, y luego fue anfitrión del programa Forever West Outdoors de 4 a 6 pm en 1400 AM KODI de Cody, Wyoming. En 2015 fue inducido al Polynesian Football Hall of Fame por sus contribuciones.

## Política
En el año 2000 Francis compitió por el 2.º distrito congresional de Hawái por los Republicanos retando a la Demócrata Patsy Mink siendo derrotado. Como Mink había muerto antes de tomar posesión del cargo, Ed Case sería electo de manera especial en enero de 2003.

## Fallecimiento
El 1 de octubre de 2023, Francis falleció en un accidente aéreo en Lake Placid, New York. Francis y el vicepresidente de AOPA Air Safety Institute Richard McSpadden, viajaban en un Cessna 177 fuera del Aeropuerto de Lake Placid cuando la aeronave "tenía problemas de emergencia y debía de aterrizar." La nave hizo el intento de regresar al aeropuerto, pero se estrelló cuando estaba a punto de llegar. Francis y McSpadden murieron.